# John Kennedy Toole

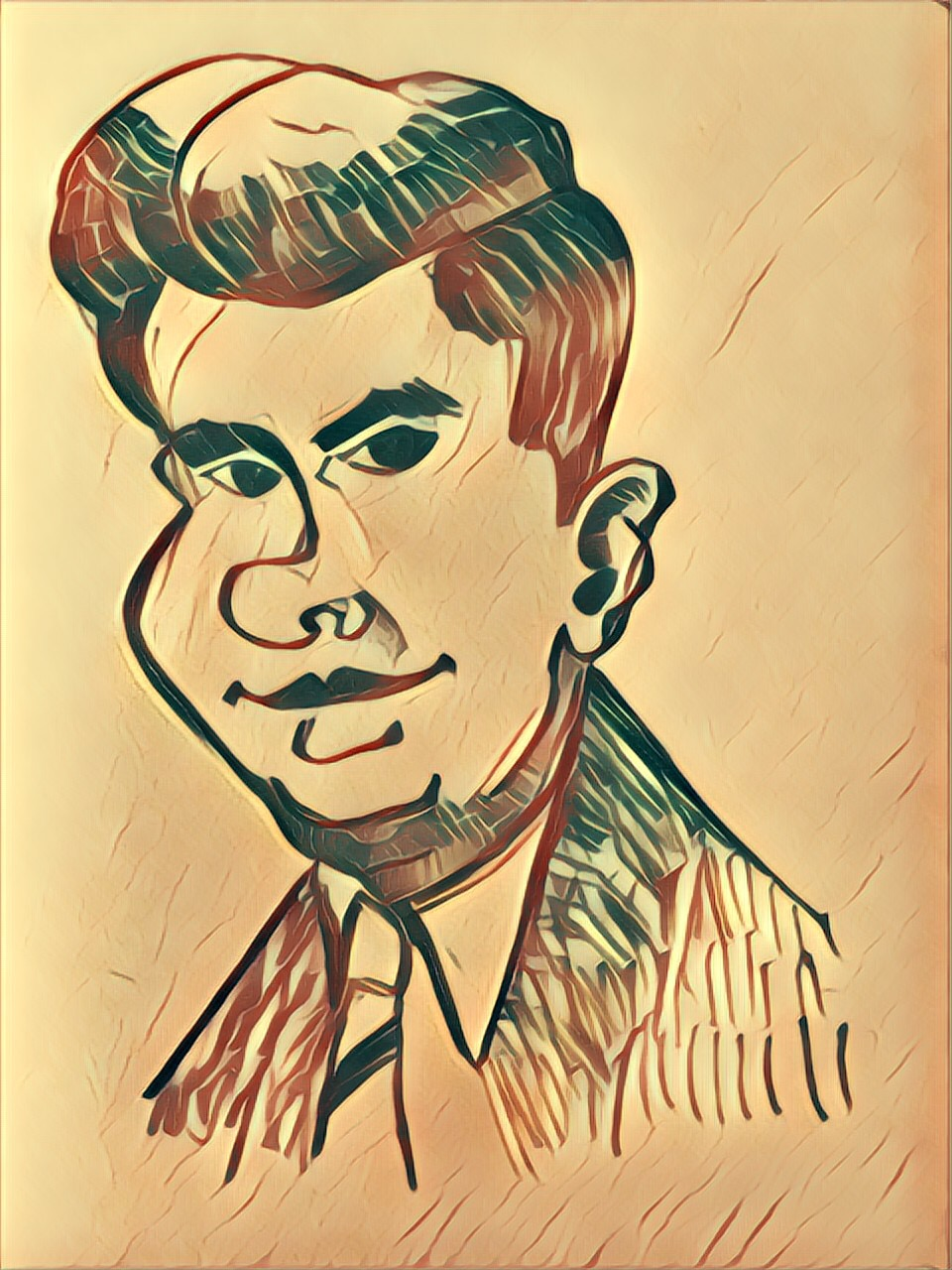
John Kennedy Toole, Zeichnung

John Kennedy Toole (* 17. Dezember 1937 in New Orleans, Louisiana; † 26. März 1969 in Biloxi, Mississippi) war ein amerikanischer Schriftsteller, dessen Roman Die Verschwörung der Idioten (teils auch als Ignaz oder Die Verschwörung der Idioten erschienen) erst ein Jahrzehnt nach seinem Selbstmord veröffentlicht wurde und den Pulitzer-Preis gewann.

## Leben
Toole studierte an der New Yorker Columbia University und lehrte nach seinem Abschluss an der UL Lafayette Englisch, später am New Yorker Hunter College. Ein Doktorat an der Columbia University musste er 1961 unterbrechen, als er zum Militärdienst eingezogen wurde. Diesen absolvierte er in Puerto Rico, wo er spanischsprachigen Soldaten Englisch beibrachte. Nach seinem Wehrdienst kehrte er nach Louisiana zurück und verbrachte seine Zeit meist im French Quarter von New Orleans, der von der französischen Kolonialzeit geprägten Altstadt.
Das Manuskript seines Romans A Confederacy of Dunces sandte Toole dem Verlagshaus Simon & Schuster, das es nach anfänglichem Interesse ablehnte. Auch andere Verleger waren nicht zur Veröffentlichung bereit. Toole hielt seinen Roman jedoch für ein Meisterwerk und verfiel ob der wiederholten Absagen der Verlage in Depressionen und begann zu trinken. Einige Biografen vermuten, dass Ratlosigkeit über seine sexuelle Orientierung zu Tooles persönlichem Niedergang beitrug. 1969 verübte er Suizid, indem er die Abgase seines Autos mit einem Schlauch in den Innenraum leitete.
Nach Tooles Tod versuchte seine Mutter jahrelang vergebens, einen Verlag für A Confederacy of Dunces zu finden. Schließlich nötigte sie Walker Percy, das Manuskript zu lesen. Dieser war überrascht über die hohe Qualität des Romans und fand 1980 einen Verlag. Der Roman wurde von den Kritikern als Meisterwerk der Südstaatenliteratur gefeiert; Toole wurde posthum der Pulitzer-Preis für den besten Roman des Jahres verliehen. Er wurde seither in mindestens 18 Sprachen übersetzt und millionenfach verkauft. 1989 wurde ein weiterer Roman Tooles (The Neon Bible) veröffentlicht, den er im Alter von 16 Jahren vollendet, aber niemals zur Veröffentlichung vorgesehen hatte.

## Roman
A Confederacy of Dunces ist ein Schelmenroman, der das Leben in New Orleans in pointierter Weise porträtiert. Der Protagonist ist Ignatius J. Reilly, ein fauler und verfressener Intellektueller, der zu Hause bei seiner verwitweten Mutter lebt. Er verachtet die Moderne, gegen die er, eingeschlossen in seinem muffigen Zimmerchen, an einem umfangreichen Pamphlet schreibt. Er muss sich seinen Lebensunterhalt selbst verdienen, nachdem seine Mutter im angetrunkenen Zustand einen Unfall (mit Sachschaden) verursachte. Von Job zu Job gerät er dabei von einer grotesken Situation in die nächste und beschimpft auf seiner Odyssee Gott und die Welt, oft mit Hinweisen auf Boethius’ Werk Vom Trost der Philosophie, dessen Struktur auch das Organisationsprinzip des Romans liefert. Der Roman hat deutlich autobiografische Züge. Vor allem in den Nebenfiguren (Polizeiinspektor Mancuso, Santa Battaglia, Burma Jones, Dorian Greene) beschreibt er karikatural die Unterschicht und „Szene“ des alten New Orleans. Der Titel des Romans leitet sich von einem Diktum Jonathan Swifts her: „Wenn ein wahres Genie auf dieser Erde erscheint, wirst du es daran erkennen, daß sich die Idioten gegen es verschwören.“
Phil Johnston arbeitet an einem Drehbuch, das unter der Regie von James Bobin verfilmt wird.

## Werke
- A Confederacy of Dunces. LSU Press, Baton Rouge 1980; Penguin Classics, London 2006, ISBN 0-14-102346-5
  - Ignaz oder Die Verschwörung der Idioten (übersetzt von Peter Marginter). Klett-Cotta, Stuttgart 1982, ISBN 3-12-907991-2; Taschenbuch: dtv, München 1988, ISBN 3-423-10841-X
  - Die Verschwörung der Idioten (übersetzt von Alex Capus)[2]. Klett-Cotta, Stuttgart 2011, ISBN 978-3-608-93900-2
- The Neon Bible. Grove Press, New York 1989, ISBN 0-8021-1108-4
  - Die Neonbibel (übersetzt von Lutz-Werner Wolff). dtv, München 1991, ISBN 3-423-11408-8